# سيف الدين المشهداني
الدكتور سيف الدين محمود أحمد المشهداني (1956-2014)، سياسي وأكاديمي عراقي، وكان عضوا بارزا في حزب البعث العربي الاشتراكي في العراق، وكان الأصغر سناً بين أعضاء القيادة القطرية للبعث في زمن صدام حسين. كما شغل منصب رئيس الاتحاد الوطني لطلبة وشباب العراق وأمين سر تنظيمات محافظة المثنى لحزب البعث العربي الاشتراكي.
كان ضمن قائمة العراقيين المطلوبين لدى الولايات المتحدة عند احتلال العراق سنة 2003، فألقي القبض عليه في 24 أيار/مايو 2003
قررت المحكمة الجنائية العراقية العليا في مطلع شهر تموز من عام 2010، تبرئته من التهمة المسندة إليه، أفرج عنه في 2 شباط/فبراير 2013. استقر بعدها في إقليم كردستان العراق وصار الرجل الثاني في قيادة حزب البعث العربي الاشتراكي.
بعد سقوط الموصل في حزيران 2014 وسيطرة تنظيم داعش عليها، توجه إلى الموصل وانتقل إلى تكريت ثم إلى مناطق في حزام بغداد حيث اعتقله داعش، وقالت بعض المصادر أن داعش أعدمه، إلا أن الناطق باسم حزب البعث ذكر عدم وجود معلومات حول الموضوع. وأفادت المصادر أنه تحدث هاتفيا من مكان اعتقاله بأمر من داعش إلى قياديين في البعث حيث طلب منه المساومة على حياته مع قادة آخرين في حزب البعث مقابل إعلان الحزب البيعة لتنظيم داعش ببيان رسمي يعلنه عزة الدوري، وأبلغ المشهداني في المكالمة بعدم التنازل لداعش وعدم الاستجابة لمطالبهم مهما فعلوا وقال إن حياتنا ليست أغلى من حياة شعبنا وأضاف في المكالمة ذاتها:«أننا في قبضة إيرانيين يرفعون علم داعش. ثم قطعت المكالمة وسط ضجة».
في عام 2017، أقر مجلس النواب العراقي قانونا ينص على مصادرة الأموال المنقولة وغير المنقولة لكل من صدام حسين وزوجاته وأولاده وأحفاده وأقربائه حتى الدرجة الثانية ووكلائهم ومصادرة أموال قائمة من 52 من أركان النظام السابق من بينهم سيف الدين المشهداني.

## روابط خارجية
استقبال الرئيس السابق صدام حسين للسيد سيف الدين محمود المشهداني على يوتيوب